# Osage Beach
Osage Beach est une ville des comtés de Camden et de Miller dans le Missouri, aux États-Unis,. La ville est implantée sur deux des rives du lac des Ozarks.

## Histoire
La ville s'appelait auparavant Zebra. Un bureau postal y est implanté en 1886. Il était situé au fond, actuel, de la rivière, juste à l'est de l'actuelle crête de Grand Glaize. Le village est englouti après la construction du barrage de Bagnell qui crée alors le lac des Ozarks. Le bureau de poste est reconstruit au sommet d'une falaise voisine, au cœur du nouveau lac. En 1935, les résidents de Zebra changent la désignation du bureau de poste en Osage Beach, mais les frontières officielles ne sont établies qu'au début des années 1960. Osage Beach est Incorporation en 1959.

## Démographie
Lors du recensement de 2010, le village comptait une population de 4 351 habitants. Elle est estimée, en 2017, à 4 553 habitants. La population peut atteindre 100 000 personnes, les week-ends d'été.

## Source de la traduction
- (en) Cet article est partiellement ou en totalité issu de l’article de Wikipédia en anglais intitulé « Osage Beach, Missouri » (voir la liste des auteurs).